# Satz von Cauchy (Geometrie)
Der Satz von Cauchy (auch Cauchy-Theorem, Cauchy`s Oberflächenformel) ist ein Resultat der Integralgeometrie, das auf den französischen Mathematiker Augustin-Louis Cauchy zurückgeht und besagt, dass für jeden konvexen Körper der gemittelte Flächeninhalt seiner Parallelprojektionen in die Ebene stets ein Viertel seiner Oberfläche beträgt.
Anders formuliert: der Erwartungswert bei zufällig gewählter Projektionsrichtung für das Verhältnis zwischen dem Flächeninhalt der Projektion und dem Inhalt der Oberfläche des Ursprungskörpers beträgt {\displaystyle 1/4}.
Der Satz wurde von Cauchy 1841 und 1850 für {\displaystyle n=2,3} bewiesen und im allgemeinen Fall von T. Kubota, Hermann Minkowski und Tommy Bonnesen.

## Beispiele
Für eine Kugel ist die Gültigkeit trivial zu zeigen: das Abbild einer Kugel vom Radius {\displaystyle r\,} bei paralleler Projektion in die Ebene ist stets ein Kreis vom gleichen Radius. Damit ist der Flächeninhalt jedes Bildes {\displaystyle \pi r^{2}\,} und damit genau ein Viertel der Kugeloberfläche {\displaystyle 4\pi r^{2}\,}.
Die folgenden beiden Beispiele sollen lediglich den Sachverhalt verdeutlichen (die Werte in der rechten Spalte schwanken jeweils um den Wert {\displaystyle 1/4}):
- Das Bild eines Würfels mit Kantenlänge {\displaystyle a} ist je nach Projektionsrichtung unterschiedlich:

| Projektionsrichtung                | Bild                                                                                | Flächeninhalt des Bildes         | Verhältnis zur Würfeloberfläche {\displaystyle 6a^{2}\,} |
| ---------------------------------- | ----------------------------------------------------------------------------------- | -------------------------------- | -------------------------------------------------------- |
| parallel zu einer Kante            | ein Quadrat mit Seitenlänge {\displaystyle a\,}                                     | {\displaystyle a^{2}\,}          | {\displaystyle 1:6\,}                                    |
| parallel zu einer Flächendiagonale | ein Rechteck mit Seitenlängen {\displaystyle a\,} und {\displaystyle a{\sqrt {2}}}  | {\displaystyle a^{2}{\sqrt {2}}} | {\displaystyle 1:3{\sqrt {2}}\approx 1:4{,}2}            |
| parallel zu einer Raumdiagonale    | ein regelmäßiges Sechseck mit Seitenlänge {\displaystyle {\frac {a}{3}}{\sqrt {6}}} | {\displaystyle a^{2}{\sqrt {3}}} | {\displaystyle 1:2{\sqrt {3}}\approx 1:3{,}5}            |
| andere Richtungen                  | unregelmäßige (aber punktsymmetrische) Sechsecke                                    | unterschiedlich                  | unterschiedlich                                          |

- Ebenso ist das Bild eines regelmäßigen Tetraeders mit Kantenlänge {\displaystyle a} je nach Projektionsrichtung unterschiedlich:

| Projektionsrichtung                | Bild | Flächeninhalt des Bildes                      | Verhältnis zur Tetraederoberfläche {\displaystyle {a^{2}}{\sqrt {3}}} |
| ---------------------------------- | --- | --------------------------------------------- | --------------------------------------------------------------------- |
| entlang einer Kante                | ein gleichschenkeliges Dreieck mit Basis {\displaystyle a\,} und Höhe {\displaystyle {\frac {a}{2}}{\sqrt {2}}} | {\displaystyle {\frac {a^{2}}{4}}{\sqrt {2}}} | {\displaystyle 1:2{\sqrt {6}}\approx 1:4{,}90}                        |
| parallel zu einer Höhe             | ein gleichseitiges Dreieck mit Seitenlänge {\displaystyle a\,}                                                  | {\displaystyle {\frac {a^{2}}{4}}{\sqrt {3}}} | {\displaystyle 1:4\,}                                                 |
| normal zu zwei windschiefen Kanten | ein Quadrat mit Seitenlänge {\displaystyle {\frac {a}{2}}{\sqrt {2}}}                                           | {\displaystyle {\frac {a^{2}}{2}}}            | {\displaystyle 1:2{\sqrt {3}}\approx 1:3{,}46}                        |
| andere Richtungen                  | unregelmäßige Dreiecke oder Vierecke                                                                            | unterschiedlich                               | unterschiedlich                                                       |

## Verallgemeinerung
Im Fall eines konvexen Körpers im {\displaystyle n}-dimensionalen euklidischen Raum ist der Faktor 4 durch {\displaystyle {\frac {nv_{n}}{v_{n-1}}}} zu ersetzen, wenn {\displaystyle v_{n}} das Volumen der {\displaystyle n}-dimensionalen Einheitskugel bezeichnet.